# Sułoszowa
Pour la gmina, voir Sułoszowa (gmina).
Sułoszowa est une localité polonaise, siège de la gmina de Sułoszowa, située dans le powiat de Cracovie en voïvodie de Petite-Pologne.  
Le village s'étire sur environ neuf kilomètres de l'unique rue dont il est constitué.